# Џон Ловиц
Џонатан Мајкл Ловиц (енгл. Jonathan Michael Lovitz; рођен 21. јула 1957, Тарзана, Калифорнија), амерички је позоришни, гласовни, филмски и ТВ глумац, комичар и певач.
Најпознатији је по својим наступима у емисији Уживо суботом увече од 1985. до 1990. године. Такође је играо Џеја Шермана у анимираној емисији „The Critic“ и појавио се у бројним ТВ серијама и филмовима, укључујући Три амигоса, Храбри мали тостер, Трка пацова, Њихова лига, Велики, Свадбени певач, Џумбус у гимназији, Ситни преваранти, The Benchwarmers.